# Ichneumolaphria fascipennis
Ichneumolaphria fascipennis är en tvåvingeart som först beskrevs av Hermann 1912.  Ichneumolaphria fascipennis ingår i släktet Ichneumolaphria och familjen rovflugor.
Artens utbredningsområde är Peru. Inga underarter finns listade i Catalogue of Life.